# Tsjechische hockeyploeg (vrouwen)
De Tsjechische hockeyploeg voor vrouwen is de nationale ploeg die Tsjechië sinds 1993 vertegenwoordigt tijdens interlands in het hockey.

## Erelijst Tsjechische hockeyploeg
| Jaar | Champions Trophy | Europees kampioenschap | Olympische Spelen | Wereldkampioenschap | Hockey World League Hockey Pro League |
| ---- | ---------------- | ---------------------- | ----------------- | ------------------- | ------------------------------------- |
| 1993 | geen deelname    |                        |                   |                     |                                       |
| 1994 |                  |                        |                   | geen deelname       |                                       |
| 1995 | geen deelname    | 10e EK 1995 Amstelveen |                   |                     |                                       |
| 1996 |                  |                        | geen deelname     |                     |                                       |
| 1997 | geen deelname    |                        |                   |                     |                                       |
| 1998 |                  |                        |                   | geen deelname       |                                       |
| 1999 | geen deelname    | 12e EK 1999 Keulen     |                   |                     |                                       |
| 2000 | geen deelname    |                        | geen deelname     |                     |                                       |
| 2001 | geen deelname    |                        |                   |                     |                                       |
| 2002 | geen deelname    |                        |                   | geen deelname       |                                       |
| 2003 | geen deelname    | geen deelname          |                   |                     |                                       |
| 2004 | geen deelname    |                        | geen deelname     |                     |                                       |
| 2005 | geen deelname    | geen deelname          |                   |                     |                                       |
| 2006 | geen deelname    |                        |                   | geen deelname       |                                       |
| 2007 | geen deelname    | geen deelname          |                   |                     |                                       |
| 2008 | geen deelname    |                        | geen deelname     |                     |                                       |
| 2009 | geen deelname    | geen deelname          |                   |                     |                                       |
| 2010 | geen deelname    |                        |                   | geen deelname       |                                       |
| 2011 | geen deelname    | geen deelname          |                   |                     |                                       |
| 2012 | geen deelname    |                        | geen deelname     |                     |                                       |
| 2013 |                  | geen deelname          |                   |                     | 28e HWL 2012-13                       |
| 2014 | geen deelname    |                        |                   | geen deelname       |                                       |
| 2015 |                  | geen deelname          |                   |                     | eerste ronde HWL 2014-15              |
| 2016 | geen deelname    |                        | geen deelname     |                     |                                       |
| 2017 |                  | 7e EK 2017 Amstelveen  |                   |                     | 25e HWL 2016-17                       |
| 2018 | geen deelname    |                        |                   | geen deelname       |                                       |
| 2019 |                  | geen deelname          |                   |                     | geen deelname                         |
| 2021 |                  | geen deelname          | geen deelname     |                     | geen deelname                         |
| 2022 |                  |                        |                   | geen deelname       | geen deelname                         |
| 2023 |                  | geen deelname          |                   |                     | geen deelname                         |
| 2024 |                  |                        | geen deelname     |                     | geen deelname                         |
| 2025 |                  | geen deelname          |                   |                     | geen deelname                         |